# Bisdom Diphu
Het bisdom Diphu (Latijn: Dioecesis Diphuensis) is een rooms-katholiek bisdom met als zetel Diphu, in India. Het bisdom is suffragaan aan het aartsbisdom Guwahati. 

## Geschiedenis
Het bisdom werd opgericht op 5 december 1983, uit delen van het aartsbisdom Shillong, en was suffragaan aan het aartsbisdom Shillong. Op 10 juli 1995 veranderde het van kerkprovincie en werd suffragaan aan het nieuw verheven aartsbisdom Guwahati. 

## Parochies
Het bisdom had in 2021 een oppervlakte van 15.222 km2 en telde 1.288.340 inwoners waarvan 5,3% rooms-katholiek was. 

## Bisschoppen
- Mathai Kochuparampil (5 december 1983 - 4 maart 1992)
- John Thomas Kattrukudiyil (10 juni 1994 - 7 december 2005)
- John Moolachira (14 februari 2007 - 9 april 2011)
- Paul Mattekatt (26 juli 2013 - heden)

Guwahati (aartsbisdom) · Bongaigaon · Dibrugarh · Diphu · Itanagar · Miao · Tezpur